# Zwarte Garde (Abid al-Bukhari)
De Zwarte Garde (Arabisch: عبيد البخاري, ʿAbīd al-Bukhārī), ook bekend als het Zwarte Leger, was een elitekorps binnen het leger van het Alaouitische sultanaat in Marokko. Het werd opgericht door sultan Moulay Ismaïl (regeerperiode 1672–1727) en vormde een van de machtigste en meest loyale militaire formaties van zijn tijd.

## Oorsprong en samenstelling
De Zwarte Garde bestond hoofdzakelijk uit zwarte Afrikaanse soldaten, vaak afkomstig uit het gebied ten zuiden van de Sahara. Veel van deze soldaten werden als slaven naar Marokko gebracht, vervolgens opgeleid en op militaire wijze georganiseerd. Ze werden beschouwd als Abid al-Bukhari  letterlijk “slaven van al-Bukhari”  omdat zij hun trouw aan de sultan bezegelden met een eed op de Sahih al-Bukhari, een gezaghebbende hadith-verzameling.

## Organisatie en omvang
Moulay Ismaïl organiseerde de Zwarte Garde tot een van de grootste staande legers van zijn tijd, met naar schatting 100.000 man. Ze kregen een vaste soldij, militaire training en speciale voorrechten, waardoor zij volledig loyaal waren aan de sultan. Naast militaire taken vervulden zij ook rollen als persoonlijke lijfwachten, paleisbewakers en belastinginners.
De Zwarte Garde beschikte over eigen kampen en forten, onder meer in Meknes, de keizerlijke hoofdstad van Moulay Ismaïl. Hun aanwezigheid hielp de sultan zijn gezag te centraliseren en opstanden van rivaliserende stammen te onderdrukken.

## Politieke invloed
Door hun omvang en organisatie vormde de Zwarte Garde een cruciale machtsbasis voor Moulay Ismaïl. Hun trouw stelde hem in staat om zijn bestuur over geheel Marokko te versterken en controle te houden over rebelse stammen en regionale gouverneurs. Na zijn dood in 1727 speelde de Zwarte Garde nog decennialang een rol in de opvolgingsstrijd tussen verschillende prinsen, waarbij zij probeerden hun privileges te behouden.

## Achteruitgang en erfenis

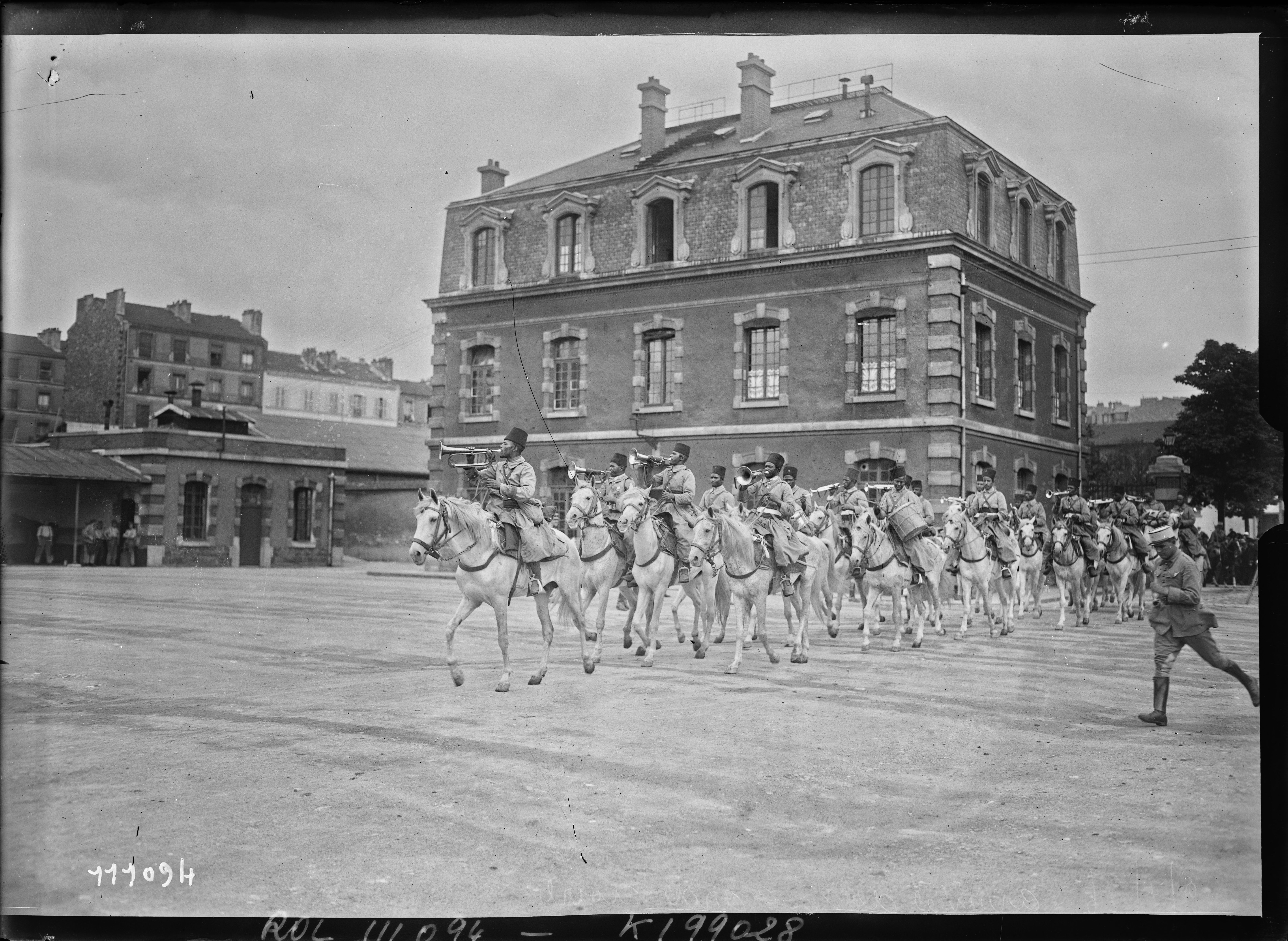
Aankomst van de zwarte garde van de sultan van Marokko Moulay Youssef in Parijs, 9 juli 1926.

In de loop van de 18e eeuw nam de macht van de Zwarte Garde geleidelijk af, mede door interne verdeeldheid en de afnemende centralisatie van het koninklijk gezag. Uiteindelijk werden veel eenheden ontbonden of geïntegreerd in andere militaire korpsen.
Hun erfenis bleef echter zichtbaar, de Zwarte Garde symboliseerde een uniek militair systeem waarin slaafsoldaten via religieuze eedbinding werden verheven tot een elitekorps dat het fundament vormde van het Marokkaanse leger in de vroege Alaouitische periode.